# Avaz Alakbarov
Avaz Alakbarov  (en azéri : Əvəz Əkbər oğlu Ələkbərov ; né le 23 juillet 1952 à Djil, district de Tchambarak) est un économiste azerbaïdjanais, docteur en sciences économiques, professeur, ancien ministre des Finances de la République d'Azerbaïdjan (1999-2006).

## Biographie
Avaz Alakbarov est né le 23 juillet 1952 en Gegharkunik, SSR d'Armenie. Après avoir obtenu son diplôme d'études secondaires, il entre à la faculté de comptabilité et d'économie de l'Institut d'économie nationale d'Azerbaïdjan en 1969. En 1973, il obtient le diplôme d'économiste et travaille comme comptable au Département de la construction de Bakou. Puis il est au service militaire.

## Parcours professionnel
Depuis 1975, il travaille comme économiste, économiste principal, chef du département de planification, chef adjoint du directeur du trest pour les questions économiques au ministère de l'Agriculture et du Développement rural de l'Azerbaïdjan. En 1980, il est diplômé de l'Institut Kuybyshev pour l'amélioration du personnel de direction à Moscou. Depuis 1981, il travaille comme référent principal et directeur adjoint au Département de l'économie du Conseil des ministres d'Azerbaïdjan. Depuis 1991, il est président du nouveau Fonds de pension de la République d'Azerbaïdjan. Depuis 1992, il est président du Fonds national de protection sociale de la République d'Azerbaïdjan.
En 1999, il est nommé Ministre des Finances de la République d'Azerbaïdjan par le chef national général Heydar Aliyev et occupe ce poste pendant 7 ans. 

## Activité scientifique
Le 30 septembre 2003, il soutient sa thèse sur le sujet Problèmes de la formation et du développement de l'assurance sociale dans les conditions du marché en Azerbaïdjan à l'Institut d'Économie de l'Académie nationale des sciences de la République d'Azerbaïdjan. 
Le 15 janvier 2008, il défend son doctorat sur le thème Problèmes de régulation financière et budgétaire du développement socio-économique. 

## Titres et récompenses publics et scientifiques
- Membre titulaire de l'Academie Internationale  of Management (2005)
- Médaille 100 ans de syndicats d'Azerbaïdjan (2006)
- Insigne Renforcement de la coopération douanière (2006)
- Médaille d'or Meilleur chercheur-scientifique patriotique par décision du Centre européen de la presse (2016)
- Membre titulaire de l'Académie européenne des sciences naturelles (2016)
- Ambassadeur honoraire de la culture et de la paix des pays turcophones (2017)
- Pour ses mérites dans le domaine de la science et de l'éducation, il reçoit l'Ordre européen des Nations unies (2017)
- Professeur honoré de la République d'Azerbaïdjan (2017)
- Académie internationale des sciences du monde turc, Prix Atatürk (2018)
- Médaille Gottfried Wilhelm Leibniz de l'Académie européenne des sciences naturelles (2018)
- Scientifique émérite d'Europe (2018)
- Ambassadeur de Paix  au service de la science et de l'économie mondiale des Nations unies (2019)
- Médaille internationale du mérite Leonhard Euler des Nations unies pour la science mondiale (2019)
- Prix international du Savant de l'année des Nations unies pour ses services à la science et à l'éducation dans le monde (2019)
- Ordre "European Leader Star" pour les services à la science mondiale et à l'éducation des Nations unies (2020)